# أسد بن يزيد الشيباني
أسد بن يزيد الشيباني كان قائدًا عسكريًا عربيًا وحاكمًا للخلافة العباسية، نشط في أوائل القرن التاسع.
كان أسد أحد أفراد قبيلة شيبان، المهيمنة في منطقة ديار بكر في شمال الجزيرة، وابن يزيد بن مزيد الشيباني، الذي خدم مرتين واليًا مسلمًا (عستكان) لأرمينية (مقاطعة كبيرة تضم كامل منطقة القوقاز: أرمينيا، أذربيجان، جورجيا، الشيشان، داغستان، وغيرهم). بحلول عام 801، عندما توفي والده، أصبح أسد حاكمًا على الموصل ، وخلفه في منصب العستكان لمدة عام تقريبًا؛ وخلفه بدوره أخوه محمد. أعيد تعيين أسد عستكانًا في عهد الخليفة الأمين (حكم 809-813) لمواجهة تمرُّد مملكة إيبيريا بقيادة يحيى بن سعيد وإسماعيل بن شعيب. نجح الأسد في قمع الثورة والقبض على قادتها، لكنه عفا عنهم فيما بعد وأطلق سراحهم، وبسبب هذا عُزِل من منصبه.